# 불개입 원칙
불개입 원칙이란 미국의 연방법원이 주법원과의 불필요한 충돌이나 마찰을 피하기 위하여 주법의 해석이나 주의 내부적인 행정영역에 관한 사항에 대해서  주법원 스스로 판단하게 하고 연방법원의 판단을 자제하는 미국헌법 상의 원칙이다. 미국의 정부체계 이념인 연방주의의 구현으로 볼 수 있다.

## 사례
주 X 법령은 사설쇼핑몰에 "질서 있는 시위"를 허용하는데 쇼핑 센터를 소유자 짐은 연방 법원에서 소송을 제기한다. 그는 (보상없이 자신의 재산에 대한 "수용"이 발생하였다) 법이 그의 수정 헌법 제5조의 적법 절차의 권리를 침해한다는 주장한다. 이러한 활동이 부당하게 토지 소유자의 자신의 재산사용을 방해하지 않을 경우 헌법은 국가가 개인 소유의 쇼핑 센터에서 시위를 허용할 수 있도록 하고 있다. 주 X 법원은 "질서있는 시위"가 필요한 헌법 표준을 준수하는 식으로 해석할 수 있기 때문에 연방 법원이 재량으로 사건에 불개입할 수 있다.

## 같이 보기
- 미국연방법원